# Musée de l'ours et de la poupée
Le musée de l'ours et de la poupée était situé à Lens-Lestang dans la Drôme. Il est fermé en 2021. 
Le musée était consacré aux peluches et poupées depuis 1850 jusqu'à nos jours. La collection comprenait des poupées allant des poupées en porcelaine aux poupées Barbie, des Bisounours, des Teddy Bear, et toutes sortes de jouets de l'enfance. 
De plus, le musée offrait la possibilité de fabriquer son propre ours en peluche grâce à des démonstrations et des kits de créations.